# Паровоз Кв4
Узкоколейные паровозы Кв4 строились с 1950 по 1952 год в Венгрии на заводах Ganz Mavag. Это были машины, аналогичные Пт-4, Кф4, Кч4, Кп4 и ВП4, хотя в Кв4 был применён целый ряд технических усовершенствований и изменений по сравнению с оригинальной моделью П24, так как он производился на основе поздних версий Кч4.
Изначально планировалось разместить заказ на постройку паровозов по проекту П24 в Великобритании, но из-за начавшейся Холодной войны от этих планов отказались и заказ получила Венгрия.

## Сохранившиеся паровозы
На данный момент известно об одном сохранившемся паровозе Кв4 . Это паровоз 447.401 находящийся сейчас на туристической УЖД в городе Мишкольц,  возможно ранее это был паровоз Кв4-039 с малой южной железной дороги